# Equazione differenziale ordinaria
In matematica, un'equazione differenziale ordinaria (abbreviata in EDO, oppure ODE dall'acronimo inglese Ordinary Differential Equation) è un'equazione differenziale che coinvolge una funzione di una variabile e le sue derivate di ordine qualsiasi: si tratta di un oggetto matematico estensivamente utilizzato in fisica e in molti altri ambiti della scienza; ad esempio un sistema dinamico viene descritto da un'equazione differenziale ordinaria.
Come succede per tutte le equazioni differenziali, solitamente non è possibile risolvere esattamente una EDO e comunque non esistono metodi generali per farlo. I diversi casi possibili sono pertanto analizzati singolarmente, e spesso ci si limita a studiare il comportamento qualitativo della soluzione senza che sia possibile ottenerne un'espressione analitica. Particolarmente semplici risultano le equazioni lineari (di qualunque ordine) poiché si possono sempre ricondurre ad un sistema di equazioni lineari del primo ordine.

## Definizione
Sia {\displaystyle F\colon \Omega \subseteq \mathbb {C} ^{n+2}\rightarrow \mathbb {C} }, con {\displaystyle \Omega \neq \varnothing } un insieme aperto e connesso e {\displaystyle n\in \mathbb {N} }.
Si definisce equazione differenziale ordinaria di ordine {\displaystyle n} una relazione del tipo:
{\displaystyle F\left(x,u(x),u'(x),\ldots ,u^{(n)}(x)\right)=0,}
dove con {\displaystyle u^{(i)}(x)} si indica la derivata {\displaystyle i}-esima della funzione {\displaystyle u(x)}.
Se {\displaystyle F} è definita in una regione  {\displaystyle \Omega }  dello spazio euclideo {\displaystyle \mathbb {R} ^{n+2}}, allora si considerano più propriamente equazioni differenziali ordinarie nel campo reale, a valori reali se {\displaystyle F} è a valori in {\displaystyle \mathbb {R} }.
L'ordine di un'equazione è l'ordine massimo di derivazione che vi compare, mentre l'aggettivo ordinario si riferisce al fatto che l'incognita è una funzione di una sola variabile. Nel caso l'incognita dipenda da più variabili si ha un'equazione differenziale alle derivate parziali.
Sia {\displaystyle I} un intervallo di {\displaystyle \mathbb {R} }. Si definisce soluzione o integrale dell'equazione differenziale ordinaria una funzione {\displaystyle \varphi =\varphi (x)} tale che:
{\displaystyle \varphi (x)\in C^{n}(I)\qquad F\left(x,\varphi (x),\varphi '(x),\ldots ,\varphi ^{(n)}(x)\right)=0\qquad \forall x\in I.}
Un'equazione differenziale ordinaria si dice autonoma se {\displaystyle F} non dipende esplicitamente da {\displaystyle x}.
Un'equazione differenziale ordinaria si dice scritta in forma normale se può essere esplicitata rispetto {\displaystyle u^{(n)}(x)}:
{\displaystyle u^{(n)}(x)=G\left(x,u,u',\ldots ,u^{(n-1)}\right).}
Si dice inoltre lineare se {\displaystyle F} è combinazione lineare di {\displaystyle u,u',\ldots ,u^{(n)}}, ossia:
{\displaystyle F\left(x,u,u',\ldots ,u^{(n)}\right)=s(x)+b_{0}(x)u+b_{1}(x)u'+\ldots +b_{n}(x)u^{(n)},}
o, in modo equivalente:
{\displaystyle u^{(n)}=\sum _{i=0}^{n-1}a_{i}(x)u^{(i)}+r(x),}
dove:
{\displaystyle r(x),a_{0}(x),a_{1}(x),\ldots ,a_{n-1}(x)\in C^{0}(I).}
Il termine {\displaystyle r(x)} è detto sorgente o forzante, e se è nullo l'equazione differenziale lineare si dice omogenea, se non è nullo l'equazione differenziale lineare si dice completa.
Un'equazione differenziale ordinaria lineare possiede soluzioni linearmente indipendenti in numero pari al grado dell'equazione, e ogni loro combinazione lineare è a sua volta soluzione.
Data un'equazione differenziale ordinaria lineare, nel caso si conosca una soluzione generale dell'equazione omogenea ad essa associata allora è possibile trovare una soluzione particolare dell'equazione "completa". A tal fine esistono diverse procedure (che riguardano anche le soluzioni di equazioni ordinarie non lineari), tra cui il metodo delle variazioni delle costanti e l'utilizzo della trasformata di Laplace per le equazioni ordinarie lineari. Per i casi più semplici vi sono inoltre alcune teorie: ad esempio, per le equazioni di primo grado è possibile cercare un opportuno fattore di integrazione, per quelle di secondo vi è la teoria di Sturm-Liouville. In generale, tuttavia, di solito l'unico modo possibile per studiare la soluzione è l'utilizzo di un metodo di soluzione numerica.

### Sistemi di ODE

#### Riduzione a sistema di equazioni di ordine 1
Un sistema di equazioni differenziali ordinarie di ordine {\displaystyle 1} in forma normale è una relazione vettoriale del tipo:
{\displaystyle \mathbf {u} '=\mathbf {f} \left(x,\mathbf {u} \right).}
Una soluzione classica di un tale sistema è una funzione {\displaystyle \mathbf {u} \colon I\to \mathbb {R} ^{n}} tale che:
{\displaystyle \mathbf {u} (x)\in C^{1}(I)\qquad \mathbf {u} '(x)=\mathbf {f} \left(x,\mathbf {u} (x)\right)\qquad \forall x\in I.}
Di particolare rilevanza ai fini pratici è la riduzione di un'equazione differenziale ordinaria di ordine {\displaystyle n} in forma normale ad un sistema differenziale del primo ordine. Questa tecnica permette di semplificare notevolmente alcuni tipi di problemi, evitando l'introduzione di complesse forme di risoluzione. Sia:
{\displaystyle u^{(n)}(x)=G\left(x,u,u',\ldots ,u^{(n-1)}\right)}
un'equazione differenziale di ordine {\displaystyle n} di tipo normale. Si definiscono:
{\displaystyle u_{i}=u^{(i-1)}(x)\qquad \mathbf {u} =\left(u_{i}\right),\qquad i\in \{1,\ldots ,n\},}
in modo che {\displaystyle u_{i}'=u_{i+1}}, ed in particolare {\displaystyle u_{n}'=u^{(n)}(x)}. L'equazione differenziale è dunque equivalente al sistema:
{\displaystyle {\begin{cases}u_{1}'=u_{2},\\u_{2}'=u_{3},\\\vdots \\u_{n-1}'=u_{n},\\u_{n}'=G\left(x,u_{1},u_{2},\ldots ,u_{n}\right)=G\left(x,\mathbf {u} \right).\end{cases}}}
Ponendo:
{\displaystyle \mathbf {f} \left(x,\mathbf {u} \right)={\begin{pmatrix}u_{2}\\u_{3}\\\vdots \\u_{n}\\G\left(x,\mathbf {u} \right)\end{pmatrix}},}
si ottiene:
{\displaystyle \mathbf {u} '=\mathbf {f} \left(x,\mathbf {u} \right),}
ossia, detto in altri termini, si può sempre tradurre tutto in un'equazione di ordine 1. Con un procedimento del tutto analogo a quello seguito è possibile anche il viceversa, ossia ottenere un'equazione di ordine {\displaystyle n} partendo da una equazione di ordine 1 in cui un vettore {\displaystyle \mathbf {u} } di dimensione {\displaystyle n} sia soluzione.

#### Sistema di equazioni di ordinen
Se si considera un vettore {\displaystyle \mathbf {y} } definito come:
{\displaystyle \mathbf {y} (x)=(y_{1}(x),y_{2}(x),\dots ,y_{m}(x))}
e una funzione {\displaystyle \mathbf {F} } che agisce su {\displaystyle \mathbf {y} } e le sue derivate, allora la scrittura:
{\displaystyle \mathbf {y} ^{(n)}=\mathbf {F} \left(x,\mathbf {y} ,\mathbf {y} ',\mathbf {y} '',\cdots \mathbf {y} ^{(n-1)}\right)}
denota un sistema esplicito di equazioni differenziali ordinarie di ordine {\displaystyle n}. In forma di vettori colonna si ha:
{\displaystyle {\begin{pmatrix}y_{1}^{(n)}\\y_{2}^{(n)}\\\vdots \\y_{m}^{(n)}\end{pmatrix}}={\begin{pmatrix}F_{1}\left(x,\mathbf {y} ,\mathbf {y} ',\mathbf {y} '',\cdots \mathbf {y} ^{(n-1)}\right)\\F_{2}\left(x,\mathbf {y} ,\mathbf {y} ',\mathbf {y} '',\cdots \mathbf {y} ^{(n-1)}\right)\\\vdots \\F_{m}\left(x,\mathbf {y} ,\mathbf {y} ',\mathbf {y} '',\cdots \mathbf {y} ^{(n-1)}\right)\\\end{pmatrix}}.}
L'analogo sistema implicito è:
{\displaystyle \mathbf {F} \left(x,\mathbf {y} ,\mathbf {y} ',\mathbf {y} '',\cdots \mathbf {y} ^{(n)}\right)={\boldsymbol {0}},}
dove {\displaystyle \mathbf {0} =(0,0,\dots )}. In forma matriciale:
{\displaystyle {\begin{pmatrix}F_{1}(x,\mathbf {y} ,\mathbf {y} ',\mathbf {y} '',\cdots \mathbf {y} ^{(n)})\\F_{2}(x,\mathbf {y} ,\mathbf {y} ',\mathbf {y} '',\cdots \mathbf {y} ^{(n)})\\\vdots \\F_{m}(x,\mathbf {y} ,\mathbf {y} ',\mathbf {y} '',\cdots \mathbf {y} ^{(n)})\\\end{pmatrix}}={\begin{pmatrix}0\\0\\\vdots \\0\\\end{pmatrix}}.}

### Soluzioni
Data un'equazione:
{\displaystyle F\left(x,y,y',\cdots ,y^{(n)}\right)=0}
una funzione {\displaystyle u\colon I\subset \mathbb {R} \to \mathbb {R} } è detta soluzione (o integrale) dell'equazione differenziale ordinaria se {\displaystyle u} è differenziabile {\displaystyle n} volte su {\displaystyle I} e si ha:
{\displaystyle F(x,u,u',\ \cdots ,\ u^{(n)})=0,\quad x\in I.}
Date due soluzioni {\displaystyle u\colon J\subset \mathbb {R} \to \mathbb {R} } e {\displaystyle v\colon I\subset \mathbb {R} \to \mathbb {R} }, {\displaystyle u} è detta estensione di {\displaystyle v} se {\displaystyle I\subset J} e:
{\displaystyle u(x)=v(x),\quad x\in I.}
Una soluzione che non possiede estensioni è detta soluzione massimale, mentre una soluzione definita su tutto {\displaystyle \mathbb {R} } è detta soluzione globale.
Una soluzione generale di un'equazione di ordine {\displaystyle n} è una soluzione contenente {\displaystyle n} costanti di integrazione indipendenti, mentre una soluzione particolare è ottenuta dalla soluzione generale conferendo un valore fissato alle costanti, solitamente in modo da soddisfare le condizioni iniziali o condizioni al contorno. In tale contesto, una soluzione singolare è una soluzione che non può essere ottenuta assegnando un valore definito alle costanti di integrazione.

## Esistenza della soluzione e problema di Cauchy
Un problema ai valori iniziali è un'equazione differenziale ordinaria:
{\displaystyle y'(t)=f(t,y(t)),\qquad f:\Omega \subset \mathbb {R} \times \mathbb {R} ^{n},}
cui è associato un punto nel dominio di {\displaystyle f}:
{\displaystyle (t_{0},y_{0})\in \Omega }
chiamato condizione iniziale. La soluzione di un problema ai valori iniziali è quindi una funzione {\displaystyle y} che è soluzione dell'equazione differenziale e soddisfa la condizione {\displaystyle y(t_{0})=y_{0}}. In altri termini, il problema di Cauchy consiste nel trovare una curva {\displaystyle y}, tra quelle definite da {\displaystyle y'(t)=f(t,y(t))}, che passi per il punto {\displaystyle y(t_{0})=y_{0}}.
L'esistenza locale di una soluzione fu provata da Augustin-Louis Cauchy sotto l'ipotesi di continuità e limitatezza di {\displaystyle f} in una regione del suo dominio (teorema di Peano o Cauchy-Peano). Successivamente l'esistenza e l'unicità locali furono mostrate da Émile Picard con l'ipotesi di lipschitzianità rispetto a {\displaystyle y} (teorema di esistenza e unicità per un problema di Cauchy o Picard–Lindelöf), e tale risultato può essere esteso ad una forma globale. Se quindi {\displaystyle f} è lipschitziana in una regione {\displaystyle D} del dominio allora esiste almeno una curva-soluzione differenziabile con continuità passante per ogni punto interno a {\displaystyle D}. Semplificando la questione, se {\displaystyle f} e {\displaystyle \partial f/\partial y} sono continue in un rettangolo chiuso nel piano {\displaystyle x-y} della forma:
{\displaystyle R=[x_{0}-a,x_{0}+a]\times [y_{0}-b,y_{0}+b],}
dove {\displaystyle a,b\in \mathbb {R} } e {\displaystyle \times } è il prodotto cartesiano, allora vi è un intervallo:
{\displaystyle I=[x_{0}-h,x_{0}+h]\subset [x_{0}-a,x_{0}+a],}
nel quale per qualche {\displaystyle h\in \mathbb {R} } l'unica soluzione può essere trovata. Questo risultato si applica anche ad equazioni non lineari della forma {\displaystyle F(x,y)} così come a sistemi di equazioni.
Il teorema di Cauchy-Kovalevskaya, che si applica anche per le equazioni alle derivate parziali, mostra in modo più generale che se l'incognita e le condizioni iniziali di un'equazione differenziale sono localmente funzioni analitiche allora una soluzione analitica esiste ed è unica. La funzione incognita {\displaystyle y} può assumere valori su infiniti spazi dimensionali, come gli spazi di Banach o spazi di distribuzioni.

### Esistenza e unicità locale
Vi sono diversi teoremi che consentono di stabilire l'esistenza e l'eventuale unicità locale di soluzioni per dati problemi iniziali. I due principali sono il teorema di esistenza e unicità per un problema di Cauchy, il quale assume la lipschitzianità della funzione che definisce l'equazione ordinaria e ne conclude l'esistenza e unicità locale, e il teorema di esistenza di Peano, che assume la continuità conclude soltanto l'esistenza. Il primo afferma che dato il problema ai valori iniziali:
{\displaystyle y'(t)=f(t,y(t)),\qquad y(t_{0})=y_{0},\qquad t\in [t_{0}-\varepsilon ,t_{0}+\varepsilon ],}
se {\displaystyle f} è una funzione lipschitziana in {\displaystyle y} e continua in {\displaystyle t} allora per qualche {\displaystyle \epsilon >0} esiste un'unica soluzione {\displaystyle y(t)} al problema ai valori iniziali sull'intervallo {\displaystyle [t_{0}-\epsilon ,t_{0}+\epsilon ]}. Il teorema di esistenza di Peano assume {\displaystyle F(x,y)} soltanto continua, ma non garantisce l'unicità della soluzione, mostrandone solo la sua esistenza locale. Se essa esiste, o è unica o ne esistono infinite. Un'estensione di questo risultato si ha con il teorema di esistenza di Carathéodory, che si applica anche ai casi in cui l'equazione non è continua.

### Unicità globale
Se le ipotesi del teorema di esistenza e unicità per un problema di Cauchy sono soddisfatte, allora la condizione di esistenza locale può essere estesa ad un risultato globale. Per ogni condizione iniziale {\displaystyle (x_{0},y_{0})} esiste un unico massimo intervallo aperto (eventualmente illimitato):
{\displaystyle I_{\max }=(x_{-},x_{+}),\qquad x_{\pm }\in \mathbb {R} \cup \{\pm \infty \},\quad x_{0}\in I_{\max },}
tale per cui ogni soluzione che soddisfa la condizione iniziale è una restrizione della soluzione soddisfacente tale condizione iniziale che è definita sul dominio {\displaystyle I_{\max }}. Nel caso in cui {\displaystyle x_{\pm }\neq \pm \infty }, vi sono solo due possibilità:
- {\displaystyle \limsup _{x\to x_{\pm }}\|y(x)\|\rightarrow +\infty ,}
- {\displaystyle \lim _{x\to x_{\pm }}y(x)\in \partial {\bar {\Omega }},}

dove {\displaystyle \Omega } è l'aperto in cui {\displaystyle F} è definita e {\displaystyle \partial {\bar {\Omega }}} è la sua frontiera.
Affinché la soluzione sia unica, il massimo dominio in cui è definita la soluzione deve essere un intervallo, che in generale dipende dalla condizione iniziale. Ad esempio, si consideri:
{\displaystyle y'=y^{2}.}
Dato che {\displaystyle F(x,y)=y^{2}} è lipschitziana, soddisfa il teorema di Picard–Lindelöf. La soluzione
{\displaystyle y(x)={\frac {y_{0}}{(x_{0}-x)y_{0}+1}}}
ha come massimo intervallo per il suo dominio:
{\displaystyle {\begin{cases}\mathbb {R} ,&y_{0}=0,\\(-\infty ,x_{0}+{\frac {1}{y_{0}}}),&y_{0}>0,\\(x_{0}+{\frac {1}{y_{0}}},+\infty ),&y_{0}<0.\end{cases}}}

## Equazioni del primo ordine
Il caso più semplice è quello in cui:
{\displaystyle y'(t)=f(t),}
con {\displaystyle f} una funzione continua definita su un aperto di {\displaystyle \mathbb {R} }. Il problema si riconduce alla ricerca delle primitive {\displaystyle y(t)} di {\displaystyle f(t)}. In tal caso se {\displaystyle y(t)} è una soluzione allora anche {\displaystyle y(t)+c}, con {\displaystyle c\in \mathbb {R} }, è ancora soluzione. Inoltre, se {\displaystyle y_{1}(t)} e {\displaystyle y_{2}(t)} sono soluzioni si ha che {\displaystyle y_{2}=y_{1}+c} per qualche {\displaystyle c\in \mathbb {R} }.
Data una condizione iniziale {\displaystyle y(t_{0})=y_{0}}, scrivendo l'equazione nella forma {\displaystyle dy/dt=f(t)}, in modo che {\displaystyle dy=f(t)dt}, si ha:
{\displaystyle \int _{y_{0}}^{y}d\xi =\int _{t_{0}}^{t}f(\tau )d\tau }
e la soluzione è fornita dal teorema fondamentale del calcolo integrale:
{\displaystyle y(t)=y_{0}+\int _{t_{0}}^{t}f(\tau )d\tau .}
La soluzione è univocamente determinata dal dato iniziale {\displaystyle y(t_{0})=y_{0}}: data una qualsiasi soluzione {\displaystyle y_{1}(t)}, si ha {\displaystyle y_{1}(t_{0})+c=y_{0}} e pertanto {\displaystyle c=y_{0}-y_{1}(t_{0})}.

### Sistemi autonomi
Un'equazione autonoma è un'equazione differenziale ordinaria del tipo:
{\displaystyle y'(t)=f(y(t)),}
dove {\displaystyle f} è una funzione continua con derivata prima continua in tutto un intervallo {\displaystyle I\subset \mathbb {R} }, e che non dipende dalla variabile indipendente {\displaystyle t}. Se {\displaystyle y} è un vettore di {\displaystyle \mathbb {R} ^{n}} si ha un sistema autonomo, ovvero un sistema di equazioni differenziali ordinarie autonome:
{\displaystyle y'_{i}=f_{i}(y_{1},y_{2},\dots ,y_{n}),\qquad i=1,\dots ,n.}
Di particolare importanza sono i punti {\displaystyle x_{0}} tali per cui {\displaystyle f(x_{0})=0}, detti punti di equilibrio, ai quali corrisponde la soluzione costante {\displaystyle y=x_{0}}.
Un generico sistema di equazioni differenziali ordinarie (in cui {\displaystyle f} dipende da {\displaystyle t}):
{\displaystyle {\frac {d}{dt}}y(t)=f(y(t),t)}
può essere reso autonomo introducendo una nuova incognita {\displaystyle y_{n+1}=t}.

### Equazione differenziale esatta
Si considerino un insieme semplicemente connesso e aperto {\displaystyle D\subset \mathbb {R} ^{2}} e due funzioni {\displaystyle I} e {\displaystyle J} continue su {\displaystyle D}. L'equazione differenziale implicita
{\displaystyle I(x,y)\,\mathrm {d} x+J(x,y)\,\mathrm {d} y=0}
è un'equazione differenziale esatta se esiste una funzione differenziabile con continuità {\displaystyle F}, detta potenziale, tale che:
{\displaystyle {\frac {\partial F}{\partial x}}(x,y)=I,\qquad {\frac {\partial F}{\partial y}}(x,y)=J.}
Il termine "esatta" si riferisce alla derivata totale di una funzione, detta talvolta "derivata esatta", che per una funzione {\displaystyle F(x_{0},x_{1},\dots ,x_{n-1},x_{n})} è data in {\displaystyle x_{0}} da:
{\displaystyle {\frac {\mathrm {d} F}{\mathrm {d} x_{0}}}={\frac {\partial F}{\partial x_{0}}}+\sum _{i=1}^{n}{\frac {\partial F}{\partial x_{i}}}{\frac {\mathrm {d} x_{i}}{\mathrm {d} x_{0}}}.}
Nelle applicazioni fisiche {\displaystyle I} e {\displaystyle J} non sono solitamente solo continue, ma anche differenziabili con continuità, e il teorema di Schwarz fornisce allora una condizione necessaria e sufficiente per l'esistenza della funzione potenziale {\displaystyle F} (per equazioni definite su un insieme non semplicemente connesso tale criterio è solo necessario). Esso esiste se e solo se:
{\displaystyle {\frac {\partial I}{\partial y}}(x,y)={\frac {\partial J}{\partial x}}(x,y).}

## Soluzioni esatte
Nel seguito si riportano alcuni importanti casi di equazioni differenziali ordinarie risolvibili esattamente.
Nella tabella le funzioni {\displaystyle P(x)}, {\displaystyle Q(x)}, {\displaystyle P(y)}, {\displaystyle Q(y)}, {\displaystyle M(x,y)} e {\displaystyle N(x,y)} sono funzioni integrabili in {\displaystyle x}, {\displaystyle y}, mentre {\displaystyle b} e {\displaystyle c} sono costanti reali date. Inoltre, {\displaystyle C_{1},C_{2},\dots } sono costanti arbitrarie, in generale complesse. La notazione {\displaystyle \int ^{x}F(\lambda )d\lambda } indica l'integrazione di {\displaystyle F(\lambda )} rispetto a {\displaystyle \lambda } e la successiva sostituzione {\displaystyle \lambda =x}.
| Equazione differenziale | Metodo di soluzione | Soluzione generale |
| Equazioni separabili | Equazioni separabili | Equazioni separabili |
| --- | --- | --- |
| Primo ordine, separabile in x e y, caso generale. {\displaystyle P_{1}(x)Q_{1}(y)+P_{2}(x)Q_{2}(y)\,{\frac {dy}{dx}}=0\,\!} {\displaystyle P_{1}(x)Q_{1}(y)\,dx+P_{2}(x)Q_{2}(y)\,dy=0\,\!}                                          | Separazione delle variabili (divisione per P2Q1). | {\displaystyle \int ^{x}{\frac {P_{1}(\lambda )}{P_{2}(\lambda )}}\,d\lambda +\int ^{y}{\frac {Q_{2}(\lambda )}{Q_{1}(\lambda )}}\,d\lambda =C\,\!} |
| Primo ordine, separabile in x. {\displaystyle {\frac {dy}{dx}}=F(x)\,\!} {\displaystyle dy=F(x)\,dx\,\!} | Integrazione diretta. | {\displaystyle y=\int ^{x}F(\lambda )\,d\lambda +C\,\!} |
| Primo ordine, autonoma, separabile in y. {\displaystyle {\frac {dy}{dx}}=F(y)\,\!} {\displaystyle dy=F(y)\,dx\,\!} | Separazione delle variabili (divisione per F). | {\displaystyle x=\int ^{y}{\frac {d\lambda }{F(\lambda )}}+C\,\!} |
| Primo ordine, separabile in x e y. {\displaystyle P(y){\frac {dy}{dx}}+Q(x)=0\,\!} {\displaystyle P(y)\,dy+Q(x)\,dx=0\,\!} | Integrazione su tutto il dominio. | {\displaystyle \int ^{y}P(\lambda )\,{d\lambda }+\int ^{x}Q(\lambda )\,d\lambda =C\,\!} |
| Equazioni del primo ordine | | |
| Primo ordine, omogenea. {\displaystyle {\frac {dy}{dx}}=F\left({\frac {y}{x}}\right)\,\!} | Si pone y = ux e si procede per separazione delle variabili in u e x. | {\displaystyle \ln(Cx)=\int ^{y/x}{\frac {d\lambda }{F(\lambda )-\lambda }}\,\!} |
| Primo ordine, separabile. {\displaystyle yM(xy)+xN(xy)\,{\frac {dy}{dx}}=0\,\!} {\displaystyle yM(xy)\,dx+xN(xy)\,dy=0\,\!} | Separazione delle variabili (divisione per xy). | {\displaystyle \ln(Cx)=\int ^{xy}{\frac {N(\lambda )\,d\lambda }{\lambda [N(\lambda )-M(\lambda )]}}\,\!} Se N = M la soluzione è xy = C. |
| Differenziale esatto, primo ordine. {\displaystyle M(x,y){\frac {dy}{dx}}+N(x,y)=0\,\!} {\displaystyle M(x,y)\,dy+N(x,y)\,dx=0\,\!} dove {\displaystyle {\frac {\partial M}{\partial x}}={\frac {\partial N}{\partial y}}\,\!}       | Integrazione su tutto il dominio. | {\displaystyle {\begin{aligned}F(x,y)&=\int ^{y}M(x,\lambda )\,d\lambda +\int ^{x}N(\lambda ,y)\,d\lambda \\&+Y(y)+X(x)=C\end{aligned}}\,\!} |
| Differenziale inesatto, primo ordine. {\displaystyle M(x,y){\frac {dy}{dx}}+N(x,y)=0\,\!} {\displaystyle M(x,y)\,dy+N(x,y)\,dx=0\,\!} dove {\displaystyle {\frac {\partial M}{\partial x}}\neq {\frac {\partial N}{\partial y}}\,\!} | Il fattore di integrazione μ(x, y) soddisfa: {\displaystyle {\frac {\partial (\mu M)}{\partial x}}={\frac {\partial (\mu N)}{\partial y}}\,\!} | Se si può trovare μ(x, y): {\displaystyle {\begin{aligned}F(x,y)&=\int ^{y}\mu (x,\lambda )M(x,\lambda )\,d\lambda +\int ^{x}\mu (\lambda ,y)N(\lambda ,y)\,d\lambda \\&+Y(y)+X(x)=C\\\end{aligned}}\,\!} |
| Equazioni del secondo ordine | | |
| Secondo ordine, autonoma. {\displaystyle {\frac {d^{2}y}{dx^{2}}}=F(y)\,\!} | Si moltiplica l'equazione per 2dy/dx e si sostituisce {\displaystyle 2{\frac {dy}{dx}}{\frac {d^{2}y}{dx^{2}}}={\frac {d}{dx}}\left({\frac {dy}{dx}}\right)^{2}\,\!} quindi si integra due volte. | {\displaystyle x=\pm \int ^{y}{\frac {d\lambda }{\sqrt {2\int ^{\lambda }F(\varepsilon )\,d\varepsilon +C_{1}}}}+C_{2}\,\!} |
| Equazioni lineari | | |
| Primo ordine, lineare, non omogenea. {\displaystyle {\frac {dy}{dx}}+P(x)y=Q(x)\,\!} | Fattore di integrazione: {\displaystyle e^{\int ^{x}P(\lambda )\,d\lambda }}. | {\displaystyle y=e^{-\int ^{x}P(\lambda )\,d\lambda }\left[\int ^{x}e^{\int ^{\lambda }P(\varepsilon )\,d\varepsilon }Q(\lambda )\,{d\lambda }+C\right]} |
| Secondo ordine, lineare, non omogenea, a coefficienti costanti. {\displaystyle {\frac {d^{2}y}{dx^{2}}}+b{\frac {dy}{dx}}+cy=r(x)\,\!}                                                                                               | Funzione complementare yc: assumendo yc = eαx, si sostituisce e si risolve il polinomio in α, ottenendo le funzioni linearmente indipendenti {\displaystyle e^{\alpha _{j}x}}. Integrale particolare yp: in generale si applica il metodo delle variazioni delle costanti, sebbene talvolta è sufficiente studiare r(x).   | {\displaystyle y=y_{c}+y_{p}} Se b2 > 4c, allora: {\displaystyle y_{c}=C_{1}e^{\left(-b+{\sqrt {b^{2}-4c}}\right){\frac {x}{2}}}+C_{2}e^{-\left(b+{\sqrt {b^{2}-4c}}\right){\frac {x}{2}}}\,\!} Se b2 = 4c, allora: {\displaystyle y_{c}=(C_{1}x+C_{2})e^{-bx/2}\,\!} Se b2 < 4c, allora: {\displaystyle y_{c}=e^{-b{\frac {x}{2}}}\left[C_{1}\sin {\left({\sqrt {\left\|b^{2}-4c\right\|}}{\frac {x}{2}}\right)}+C_{2}\cos {\left({\sqrt {\left\|b^{2}-4c\right\|}}{\frac {x}{2}}\right)}\right]\,\!} |
| Ordine n, lineare, non omogenea, a coefficienti costanti. {\displaystyle \sum _{j=0}^{n}b_{j}{\frac {d^{j}y}{dx^{j}}}=r(x)\,\!} | Funzione complementare yc: assumendo yc = eαx, si sostituisce e si risolve il polinomio in α, ottenendo le funzioni linearmente indipendenti {\displaystyle e^{\alpha _{j}x}}. Integrale particolare yp: in generale si applica il metodo delle variazioni delle costanti, sebbene talvolta sia sufficiente studiare r(x). | {\displaystyle y=y_{c}+y_{p}} Dato che αj sono soluzioni del polinomio di grado n: {\displaystyle \prod _{j=1}^{n}\left(\alpha -\alpha _{j}\right)=0\,\!} allora per αj tutti diversi: {\displaystyle y_{c}=\sum _{j=1}^{n}C_{j}e^{\alpha _{j}x}\,\!} per ogni radice αj ripetuta kj volte: {\displaystyle y_{c}=\sum _{j=1}^{n}\left(\sum _{\ell =1}^{k_{j}}C_{\ell }x^{\ell -1}\right)e^{\alpha _{j}x}\,\!} per qualche αj complesso, si pone α = χj + iγj e si usa la formula di Eulero per ottenere che alcuni termini del precedente risultato si possono scrivere come: {\displaystyle C_{j}e^{\alpha _{j}x}=C_{j}e^{\chi _{j}x}\cos(\gamma _{j}x+\phi _{j}),} dove ϕj è una costante arbitraria. |

## Applicazioni
In fisica, la modellizzazione di un sistema richiede spesso la risoluzione di un problema ai valori iniziali. In questo contesto, ad esempio, l'equazione differenziale può descrivere l'evoluzione di un sistema dinamico nel tempo in funzione delle condizioni iniziali: si consideri un punto materiale di massa {\displaystyle m} in caduta libera, sotto l'azione della forza di gravità. Attraverso le leggi descritte da Newton sulla dinamica dei corpi, si ha che:
{\displaystyle \mathbf {F} =m\mathbf {a} =m{\begin{bmatrix}x''\\y''\\z''\end{bmatrix}}.}
Riferendosi ad un sistema di coordinate cartesiane, con l'asse {\displaystyle y} parallelo e discorde al verso dell'accelerazione di gravità e proiettando la relazione vettoriale precedente sugli assi coordinati, si ha che l'unica equazione significativa è quella rispetto all'asse {\displaystyle y}:
{\displaystyle my''=-mg.}
Ciò fornisce {\displaystyle y''=-g}. Per determinare la {\displaystyle \varphi =\varphi (x)}, soluzione del problema, occorre conoscere posizione e velocità iniziale del corpo in un certo istante. Integrando:
{\displaystyle \int _{t_{0}}^{t}y''(t)\,dt=-\int _{t_{0}}^{t}g\,dt,}
da cui:
{\displaystyle y'(t)=y'(t_{0})-g(t-t_{0})}
e integrando nuovamente:
{\displaystyle \int _{t_{0}}^{t}y'(t)\,dt=\int _{t_{0}}^{t}\left(y'(t_{0})-g(t-t_{0})\right)\,dt}
da cui si ottiene:
{\displaystyle y(t)=y(t_{0})+y'(t_{0})(t-t_{0})-g{\frac {(t-t_{0})^{2}}{2}}.}
Come si vede, la soluzione dipende da due parametri {\displaystyle y'(t_{0})} e {\displaystyle y(t_{0})}, rispettivamente velocità e posizione iniziale.

## Esempio
Si consideri il problema di Cauchy:
{\displaystyle {\begin{cases}y'=y^{\frac {1}{3}},\\y(t_{0})=0.\end{cases}}}
Il teorema di esistenza locale garantisce l'esistenza di almeno una soluzione {\displaystyle \varphi (t)}. Una di queste è banale ed è anche globale, cioè definita su tutto l'insieme {\displaystyle \mathbb {R} }:
{\displaystyle \varphi (t)=0,\quad \forall t\in \mathbb {R} .}
Oltre a questa soluzione è tuttavia possibile trovarne un'altra integrando l'equazione, trattandosi di un'equazione differenziale a variabili separabili. Perciò:
{\displaystyle {\frac {dy}{dt}}=y^{\frac {1}{3}},}
da cui:
{\displaystyle y^{-{\frac {1}{3}}}\,dy=dt}
e quindi:
{\displaystyle \int _{0}^{y}y^{-{\frac {1}{3}}}\,dy=\int _{t_{0}}^{t}\,dt,\qquad y\neq 0,}
dalla quale si ottiene:
{\displaystyle \varphi _{\pm }^{0}(t)=\pm \left({\frac {2}{3}}(t-t_{0})\right)^{\frac {3}{2}},\qquad t-t_{0}>0.}
Si possono così costruire delle funzioni che conservano la continuità a partire dalle due soluzioni trovate:
{\displaystyle \psi _{+}^{0}(t)={\begin{cases}\varphi _{+}^{0}(t),&t>t_{0},\\0,&t\leq t_{0},\end{cases}}\qquad \psi _{-}^{0}(t)={\begin{cases}\varphi _{-}^{0}(t),&t>t_{0},\\0,&t\leq t_{0},\end{cases}}}
che sono anch'esse soluzioni del problema definite sull'insieme {\displaystyle \mathbb {R} }. Inoltre, fissato un {\displaystyle t_{1}>t_{0}} e posto:
{\displaystyle \varphi _{\pm }^{1}(t)=\pm \left({\frac {2}{3}}(t-t_{1})\right)^{\frac {3}{2}},\qquad t-t_{1}>0,}
si possono costruire nuove soluzioni dello stesso problema a partire a questa:
{\displaystyle \psi _{\pm }^{1}(t)={\begin{cases}\varphi _{\pm }^{1}(t),&t>t_{1},\\0,&t\leq t_{1},\end{cases}}}
definite anch'esse su {\displaystyle \mathbb {R} }. Tali soluzioni sono infinite, e se si rappresentano graficamente si ottiene una figura detta pennello di Peano. Il fatto che un problema di Cauchy può possedere infinite soluzioni è detto talvolta fenomeno di Peano, ed è dovuto al fatto che la derivata {\displaystyle {df}/{dy}} non è limitata nel punto {\displaystyle y=0}: per far fronte a questo problema vi è il teorema di esistenza globale.